# Wichard von Massenbach

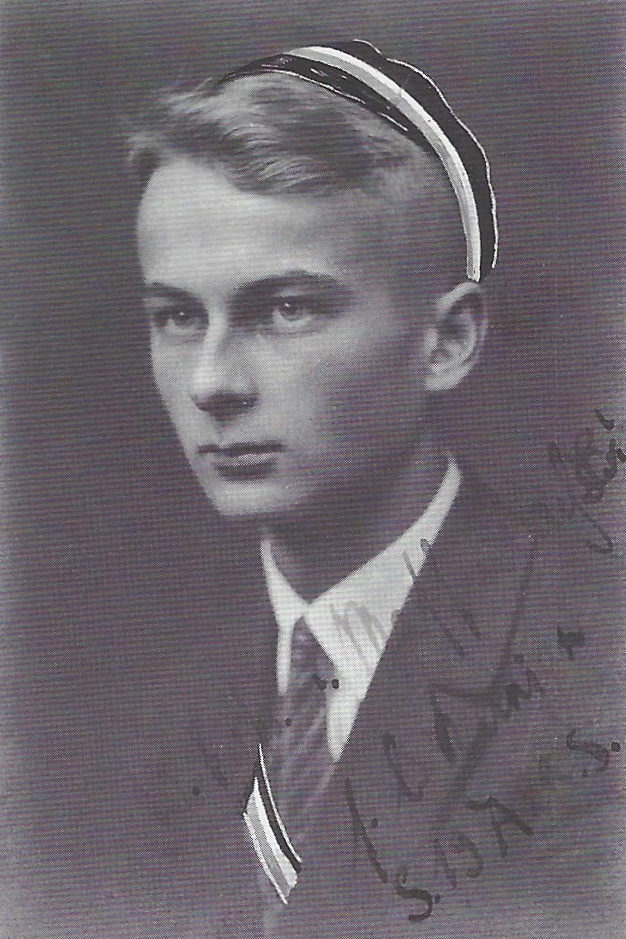
Wichard Frhr. v. Massenbach

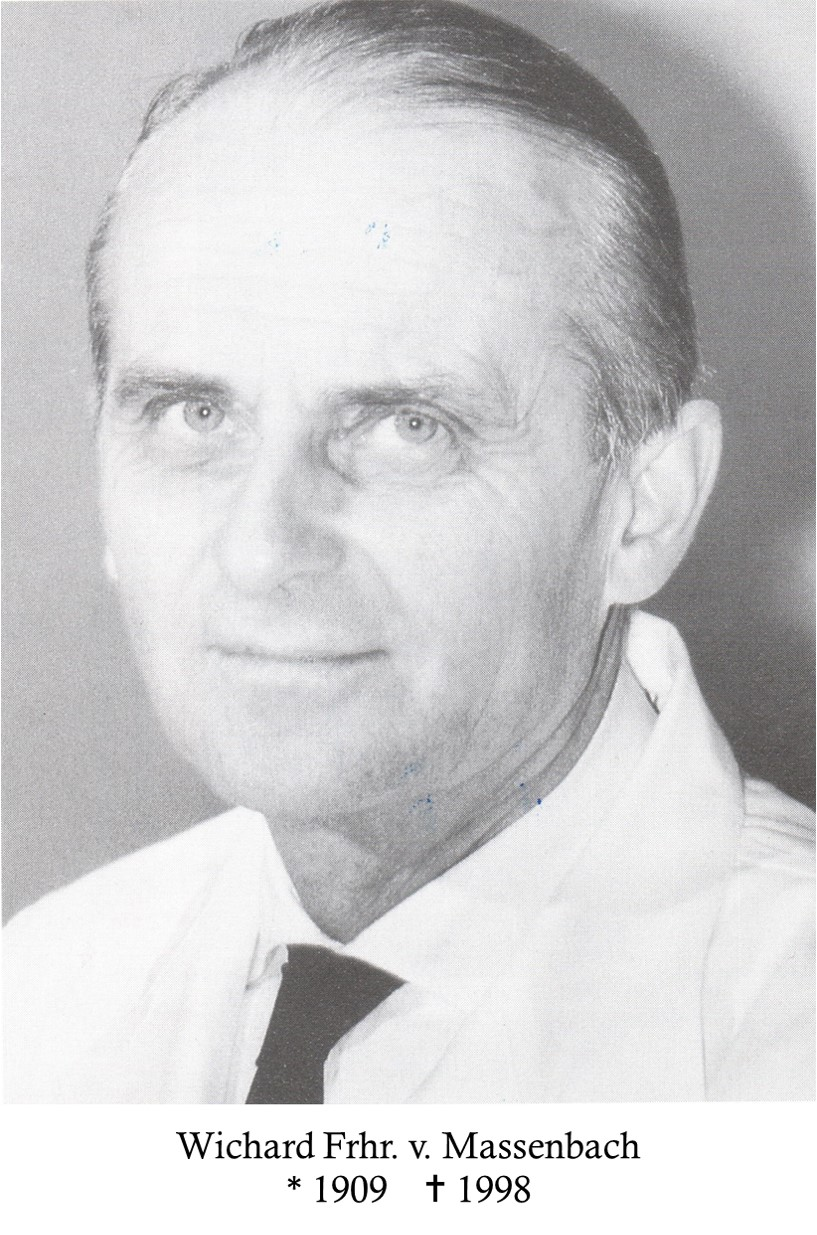

Wichard Freiherr von Massenbach (* 9. Januar 1909 in Berlin; † 10. April 1998 in Eutin) war ein deutscher Gynäkologe. Als Hochschullehrer war er Gründungsdekan der Medizinischen Akademie in Lübeck.

## Leben
Wichard von Massenbach war der Sohn von Adolf von Massenbach und dessen Frau Julie geb. Dietze. Er studierte an der Georg-August-Universität Medizin und wurde 1928 Mitglied des Corps Saxonia Göttingen. 1929 wechselte er an die Universität Rostock. Nach dem Staatsexamen 1933 war er ein Jahr Assistent an der Medizinischen Universitätsklinik in Göttingen, dann im Pathologischen Institut der Universität Rostock. 1935 wechselte er an die Universitätsfrauenklinik in Göttingen, wo er später auch Oberarzt wurde. 1941 folgte die Habilitation im Fach Geburtshilfe und Frauenheilkunde. 1948 wurde er apl. Professor. 1954 ging Massenbach nach Lübeck und trat dort eine Stelle als Chefarzt der Städtischen Frauenklinik an. 1964 wurde er o. Professor und Gründungsdekan der Medizinischen Akademie Lübeck, die als II. Medizinische Fakultät der Christian-Albrechts-Universität zu Kiel eingerichtet wurde (später Medizinische Hochschule/Medizinische Universität, seit 2003 Universitätsklinikum Schleswig-Holstein, Campus Lübeck). Er war mehrfach Vorsitzender der Nordwestdeutschen Gesellschaft für Gynäkologie und Geburtshilfe. Nach seiner Emeritierung lebte er in Göttingen und in einem Eutiner Altenheim. Er widmete sich ganz seinem Corps, der Ornithologie und alten Orgeln.
In der Nachkriegszeit in Deutschland kümmerte er sich besonders um die in der Sowjetischen Besatzungszone und in der Deutschen Demokratischen Republik lebenden Corpsbrüder und Witwen. Dafür verlieh ihm das Corps im Januar 1959 die Ehrenmitgliedschaft.

## Siehe auch

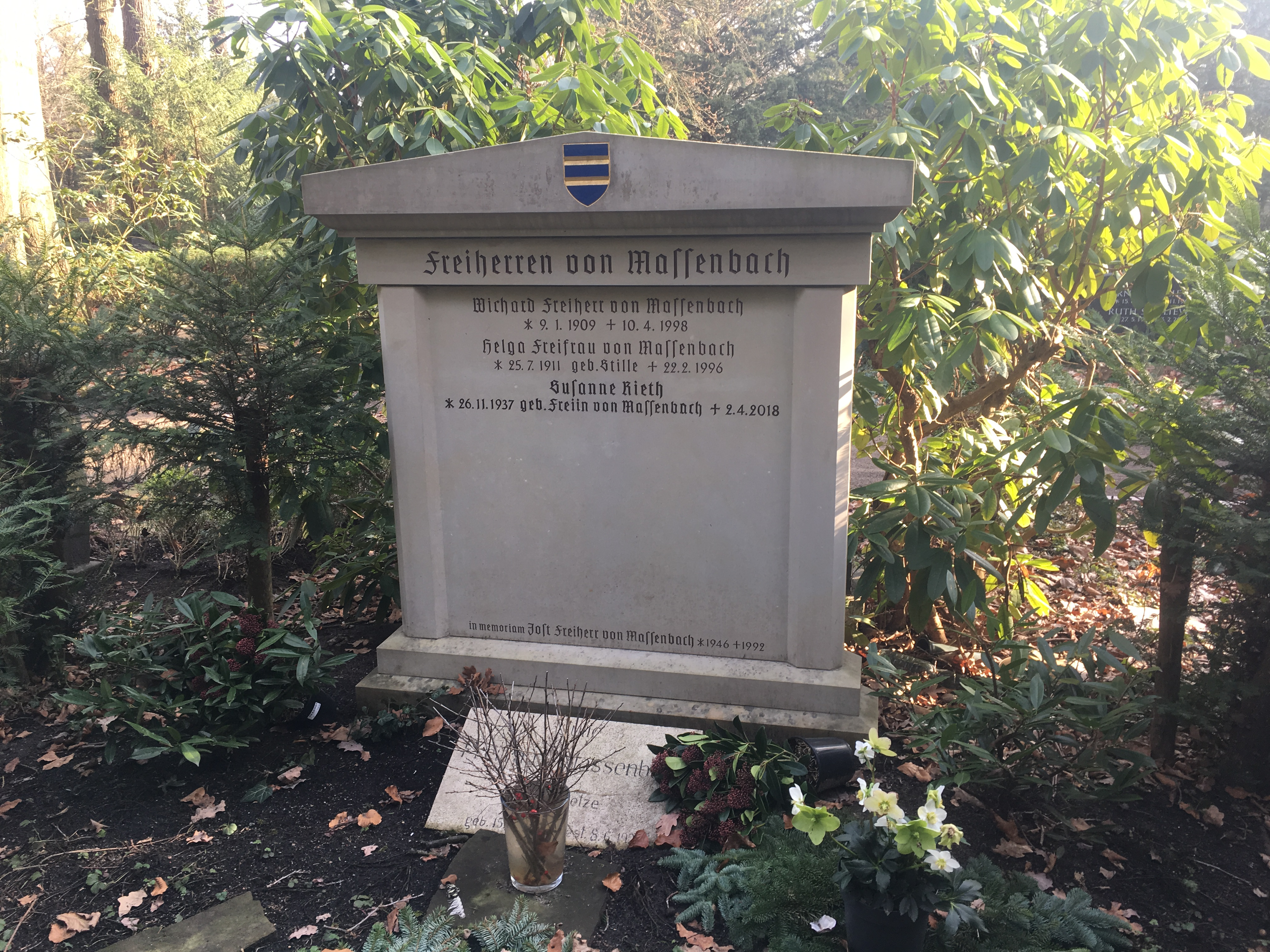
Grab auf dem Burgtorfriedhof